# Ballet Expressão
O Ballet Expressão é uma companhia de balé brasileiro, e também uma escola de dança, localizado na cidade de São Carlos.
O ballet foi criado por Bety Kiyomura, a diretora artística, fundou o Ballet Expressão em São Carlos em 1977, e a partir daí a Escola conta com diversas conquistas e está entre as mais premiadas do Brasil.  
É a pioneira na cidade, e apresentando obras clássicas completas com destaque para: A Bela Adormecida, O Quebra Nozes, O Lago dos Cisnes, Coppélia, e Dom Quixote.
A escola, também recriou vários musicais: Grease, Cats, Mary Poppins, e A Noviça Rebelde.
Formou profissionais que marcaram os palcos nacionais e internacionais. e é referência no ensino da dança.
O Ballet Expressão é coordenado poela sua fundadora Bety Kiyomura e conta com muitas coreografias no decorrer desses mais de 34 anos, com contribuições socias e culturais, com projetos para crianças. 